# Harry Seijben
Hendrikus Joseph Laurentius Gerardus (Harry) Seijben (Belfeld, 18 januari 1932 - Tilburg, 28 juli 1978) was een Nederlands politicus voor de Katholieke Volkspartij (KVP) en diens opvolger het Christen-Democratisch Appèl (CDA).
Seijben dreef een textielwinkel in het Noord-Limburgse Belfeld en was bestuurslid van diverse (Noord-)Limburgse organisaties op het gebied van het bedrijfsleven. Daarnaast was hij in zijn woonplaats Belfeld voor de KVP zo'n twintig jaar gemeenteraadslid, waarvan twaalf jaar wethouder. Ook zat hij in de Limburgse kamerkring van de KVP en leidde hij in deze provincie de CDA-campagne voor de Tweede Kamerverkiezingen van 1977 en de Provinciale Statenverkiezingen van 1978.
Op 16 januari 1978 nam hij als tussentijdse kandidaat eveneens - voor het CDA ditmaal - in de Tweede Kamer plaats. Gezien zijn achtergrond was het de bedoeling dat hij het woordvoerderschap voor het midden- en kleinbedrijf op zich zou nemen, maar zover kwam het niet, doordat hij die zomer na een kortstondig ziekbed op 46-jarige leeftijd overleed.
- Biografisch Portaal: 37056455
- Parlement.com: vg09llm9beyf